# Curupira

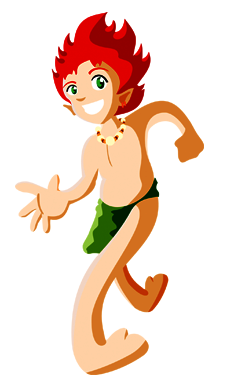
Dibujo de un Curupira.

El Curupira (en portugués brasileño, Curupira, AFI: [kuɾuˈpiɾɐ]; Kurupira, en tupí-guaraní; Kurupíra, en guaraní) es un ser mitológico sobrenatural, guardián de los bosques. Este personaje forma parte esencialmente de la mitología de influencia tupi-guaraní, como los de la Amazonia de Brasil, el nordeste de Argentina y Paraguay; teniendo variantes regionales y locales en el relato. 
Uno de los posibles significados de "kurupí", en guaraní, es "piel con granos" o "piel rugosa".
La variante de la palabra del tupí-guaraní antiguo de "kurupira" al "kurupí" del guaraní criollo se ha dado también en otras palabras como "kapi'yvara" en tupí-guaraní antiguo (haciendo referencia al capivara o carpincho) y "kapi'yvá" en el guaraní criollo hablado hoy en día.
Por lo general, toma la forma de un chico de cabello rojo llameante. No obstante, su cualidad más característica es que sus pies están invertidos hacia atrás.

## Leyenda
Su razón de ser es proteger los bosques de los hábitos destructivos del hombre. Tolera a los que cazan para la alimentación, pero se enfurece contra los que cazan por placer, desarmando sus trampas y confundiéndolos para que se pierdan en el bosque. Sus pies hacia atrás pueden tener el efecto de confundir a los cazadores que intenten tratar de seguir sus huellas. 
El curupira combina muchas características de hadas del oeste africano y europeas, pero por lo general se considera como un demonio local.